# Леополд III
Леополд III (на френски: Léopold III; на нидерландски: Leopold III) е кралят на белгийците от 1934 до 1951 година.

## Живот
Роден е на 3 ноември 1901 година в Брюксел и е най-възрастният син на крал Албер I и херцогиня Елизабет Баварска.
През 1926 година Леополд се жени за принцеса Астрид Шведска. Двамата имат три деца.
Леополд заема престола след смъртта на баща си през 1934 година. През 1944 година, по време на Втората световна война, е депортиран в Германия и като регент от негово име управлява брат му, принц Шарл Белгийски. Леополд III е обвиняван в сътрудничество с германците и държавна измяна и успява да се завърне в Белгия едва през 1950 година.
Връщането му в страната предизвиква масови стачки и безредици, особено във Валония, и през 1951 година той е принуден да абдикира в полза на сина си Бодуен.
Леополд III умира на 25 септември 1983 година в Синт Ламбрехтс - Волюве.

## Деца
- Жозефин-Шарлот (1927 – 2005), велика херцогиня на Люксембург
- Бодуен (1930 – 1993)
- Албер II (* 1934)